# Detlef Engel
Detlef Engel (* 13. Januar 1940 in Berlin; † 14. Januar 2023) war ein deutscher Schlagersänger.

## Leben
Detlef Engel war der Sohn des Xylophon-Spielers Kurt Engel, der als Lehrer an einer Musikhochschule arbeitete und ein namhafter Solist war. Sein Vater ließ ihn Klavier und Kompositionslehre studieren und schickte ihn zum Gesangsunterricht zur Wagner-Sängerin Elsa Varena, zu deren Schülern auch René Kollo zählte. Engel schwärmte jedoch für Rock ’n’ Roll und Elvis Presley, dessen Titel er heimlich auf Tonbändern nachsang. 1958 folgte beim Bertelsmann Schallplattenring seine erste Plattenaufnahme, ein Nachzieher des Peter-Kraus-Hits Sugar Baby.

EP mit dem Titel Sugar Baby, 1958

Als Engel nach vier Semestern sein Musikstudium abbrach, empfahl sein Vater ihn bei Werner Müller, dem Chef des RIAS-Tanzorchesters. Müller war auch Produzent bei Teldec (Telefunken-Decca), wo der Nachwuchskünstler 1959 einen Plattenvertrag erhielt. Die Plattenfirma wollte Engel als deutschen Ricky Nelson aufbauen. Noch im gleichen Jahr wurde die Fleetwoods-Coverversion Mister Blue zum großen Hit. Mit diesem Titel kam Detlef Engel bis auf Platz sieben der Hitparaden und ließ Gerhard Wendland, der den gleichen Titel aufgenommen hatte, weit hinter sich.
Damit war Engel im Schlagergeschäft fest etabliert, absolvierte zahlreiche Tourneen, trat im Fernsehen auf und erhielt Filmrollen, so zum Beispiel in Schlagerparade 1960 und Das Rätsel der grünen Spinne (beide 1960). 1961 trat er mit dem Titel Nach Mitternacht bei der Deutschen Vorentscheidung zum Eurovision Song Contest auf. Gewinner des Wettbewerbs wurde jedoch Lale Andersen mit dem Lied Einmal sehen wir uns wieder. Vertragsgemäß produzierte Telefunken jährlich vier Platten mit Detlef Engel, doch ließen sich keine großen Top-Ten-Hits mehr erzielen. Fünf Titel konnten sich noch unter den Top 50 platzieren, aber es reichte nicht mehr für Spitzenplätze. Erfolgreicher liefen dagegen die sechs Duett-Platten mit Gerd Böttcher, die ab 1961 auf dem Decca-Label der Teldec veröffentlicht wurden. Der Titel Weil du meine große Liebe bist, nach dem neapolitanischen Volkslied Santa Lucia, stieg in den Bestenlisten bis zum achten Platz auf.
Mit Beginn der Beat-Ära war Detlef Engels Musikkarriere, bis auf zwei Veröffentlichungen 1966 und 1972 beendet. Er heiratete und nahm eine Tätigkeit bei den Berliner Wasserwerken auf. Ohne Erfolg brachte er in der ersten Hälfte der 1980er Jahre seine letzte Single unter dem Motto „Mister Blue ist wieder da“ heraus. Im Zuge des Rock-’n’-Roll-Revivals wurde in den 1980er und 1990er Jahren ein Großteil von Detlef Engels Teldec-Aufnahmen auf LP und CD wiederveröffentlicht.

## Diskografie

### LPs
- Mister Blue (Bear Family Records BFX 15054)
- 1958: Sugar Baby (Bertelsmann Schallplattenring 36 721 (EP), 31 708 (LP), 31 706 (LP)); als Detlev Engel

### CDs
- 1987: Gerd Böttcher: Für Gabi tu’ ich alles (Bear Family Records BCD 15402)
- 1996: Detlef Engel: Ein Engel ohne Flügel (Bear Family Records BCD 16106)
- 1996: Gerd Böttcher: Pretty Woman (Bear Family Records BCD 16107)

### EPs
- 1959: Was kann das sein? (Telefunken UX 4940 (EP))

### Singles

Label der Single Komm zu mir, Darling, 1959

Label der Single Zeig’ mir bei Nacht die Sterne, 1960

Label der Single Oh, I Love You, 1960

Label der Single Locomotion Made in Germany, 1963

Label der Single Ich bin so einsam und allein, ca. 1984

| Jahr | Titel B-Seite                                                        | Höchstplatzierung, Gesamtwochen/‑monate, AuszeichnungChartsChartplatzierungen (Jahr, Titel, B-Seite, Platzierungen, Wochen/Monate, Auszeichnungen, Anmerkungen) | Anmerkungen                                |
| Jahr | Titel B-Seite                                                        | DE | Anmerkungen                                |
| ---- | -------------------------------------------------------------------- | --- | ------------------------------------------ |
| 1959 | Komm zu mir, Darling Alle Twens geh’n heut’ tanzen                   | — | Telefunken U 55 155                        |
| 1959 | Good Night Ist das Liebe oder nicht?                                 | DE54 (2 Mt.)DE | Telefunken U 55 172                        |
| 1959 | Laß mich heute nicht allein Du, du bist ja so schön                  | — | Telefunken U 55 191                        |
| 1959 | Mister Blue Junges Glück                                             | DE7 (5 Mt.)DE | Telefunken U 55 208                        |
| 1960 | Zeig’ mir bei Nacht die Sterne Wenn du nicht bei mir bist            | DE39 (2 Mt.)DE | Telefunken U 55 227                        |
| 1960 | Oh, I Love You Sweety-Sleepy-Melody                                  | — | Telefunken U 55 259                        |
| 1960 | Vier kleine Schuhe Träumen (immer nur träumen)                       | DE47 (2 Mt.)DE | Telefunken U 55 276                        |
| 1961 | Ich bin nicht so – wie alle andern Si-Si-Si!                         | — | Telefunken U 55 306                        |
| 1961 | Weil du meine große Liebe bist Heim, heim möcht’ ich ziehn           | DE8 (4 Mt.)DE | Decca D 19 231 mit Gerd Böttcher           |
| 1961 | Heim, heim möcht’ ich ziehn –                                        | DE34 (1 Mt.)DE | B-Seite von Weil du meine große Liebe bist |
| 1961 | Ein Engel ohne Flügel Denn Liebe war es nie                          | DE18 (2 Mt.)DE | Telefunken U 55 342                        |
| 1961 | Oh Billy Billy Black Über die Prärie                                 | DE11 (3 Mt.)DE | Decca D 19 240 mit Gerd Böttcher           |
| 1961 | Geh’n wir So klar wie die Sterne                                     | — | Telefunken U 55 380                        |
| 1962 | Rock-A-Hula-Baby In der Twist-Spelunke von Mac Miller                | DE26 (2 Mt.)DE | Decca D 19 279 mit Gerd Böttcher           |
| 1962 | Schenk’ mir doch ein Bild von dir Trompeten Ballade                  | — | Telefunken U 55 423                        |
| 1962 | Ich kenn’ die Straßen der weiten Welt Denn mein Zuhause, das bist du | — | Decca D 19 356 mit Gerd Böttcher           |
| 1962 | Isabella Bitte, gib mir einen Kuß                                    | — | Telefunken U 55 453                        |
| 1962 | Ich such’ ein Herz Wär nur nicht der and’re gekommen                 | — | Telefunken U 55 474                        |
| 1963 | Sailor Boy Zwei Caballeros                                           | DE26 (2 Mt.)DE | Decca D 19 412 mit Gerd Böttcher           |
| 1963 | Rote Rosen Himalaja                                                  | DE35 (4 Mt.)DE | Telefunken U 55 704                        |
| 1963 | Das ist leicht gesagt Mein Herz schlägt nur für Susi                 | DE30 (1 Mt.)DE | Telefunken U 55 723                        |
| 1963 | Locomotion Made In Germany Lets Go – O.K.                            | — | Telefunken U 55 746                        |
| 1964 | Hey hey – du bist okay Oh no                                         | — | Telefunken U 55 767                        |
| 1964 | Stern von Samoa Eine Welt ohne Liebe                                 | — | Decca D 19 603 mit Gerd Böttcher           |
| 1964 | Daisy Küssen ist schön                                               | — | Telefunken U 55 804                        |
| 1966 | Es war ein Montagmorgen Liebe mit dir                                | — | CCA 5016                                   |
| 1968 | Nur ein kleines Lächeln –                                            | — | CCA 5061                                   |
| 1984 | Ich bin so einsam und allein Gib mir die Freiheit                    | — | Remember Records RR 001                    |